# Tauranga Taupo
Pour les articles homonymes, voir Tauranga (homonymie) et Taupo (homonymie).
La Tauranga Taupo (en anglais : Tauranga Taupo River) est une rivière de la région de Hawke's Bay et de la région de Waikato dans l’Île du Nord, en Nouvelle-Zélande.

## Géographie
Elle s’écoule vers le nord-ouest à partir de sa source à l’extrémité nord de la chaîne de Kaimanawa pour atteindre les berges du lac Taupo près du village de ‘Rangita’, à 12 km au nord-est de la ville de Turangi.